# Daniel de Priézac
Daniel de Priézac, né en 1590 en Limousin et mort en mai 1662, est un juriste et homme de lettres français.

## Biographie
Docteur en droit à Bordeaux en 1614, il est professeur de jurisprudence et conseiller d'État. Élu membre de l'Académie française en 1639, Priezac est le premier à occuper le quarantième fauteuil prévu par les statuts.
Il est l'auteur de la Défence des droits et prérogatives des roys de France, contre Alexandre-Patrice Armacan, théologien, publiée d'abord en latin en 1639, puis en français l'année suivante, dans laquelle il soutient que Richelieu, en proclamant la suprématie du pouvoir royal et en défendant ainsi les intérêts de la France, ne fait que défendre ceux de la religion catholique. Outre des discours politiques publiés en 1652-1654, Daniel de Priézac a laissé des Paraphrases sur les Psaumes et un ouvrage intitulé Les Privilèges de la Vierge Mère de Dieu paru en 1648.

## Sélection d’œuvres
- Les privilèges de la Vierge Mère de Dieu sur Google Livres, Paris, 1648